# Chikhli (Maharashtra)
Chikhli (o Chikhali) è una città dell'India di 48.414 abitanti, situata nel distretto di Buldhana, nello stato federato del Maharashtra. In base al numero di abitanti la città rientra nella classe III (da 20.000 a 49.999 persone).

## Geografia fisica
La città è situata a 20° 22' 34 N e 76° 15' 26 E.

## Società

### Evoluzione demografica
Al censimento del 2001 la popolazione di Chikhli assommava a 48.414 persone, delle quali 25.300 maschi e 23.114 femmine. I bambini di età inferiore o uguale ai sei anni assommavano a 6.396, dei quali 3.401 maschi e 2.995 femmine. Infine, coloro che erano in grado di saper almeno leggere e scrivere erano 36.068, dei quali 20.514 maschi e 15.554 femmine.